# Ustka
Ustka (nemško Stolpmünde) je mesto in pristanišče v Pomorjanskem vojvodstvu (poljsko województwo pomorskie), Poljska.
Ustka je turistično mesto. Mesto leži ob izlivu reke Slupia v Baltsko morje.